# Aloe fosteri
Aloe fosteri là một loài thực vật có hoa trong họ Măng tây. Loài này được Pillans mô tả khoa học đầu tiên năm 1933.

## Hình ảnh

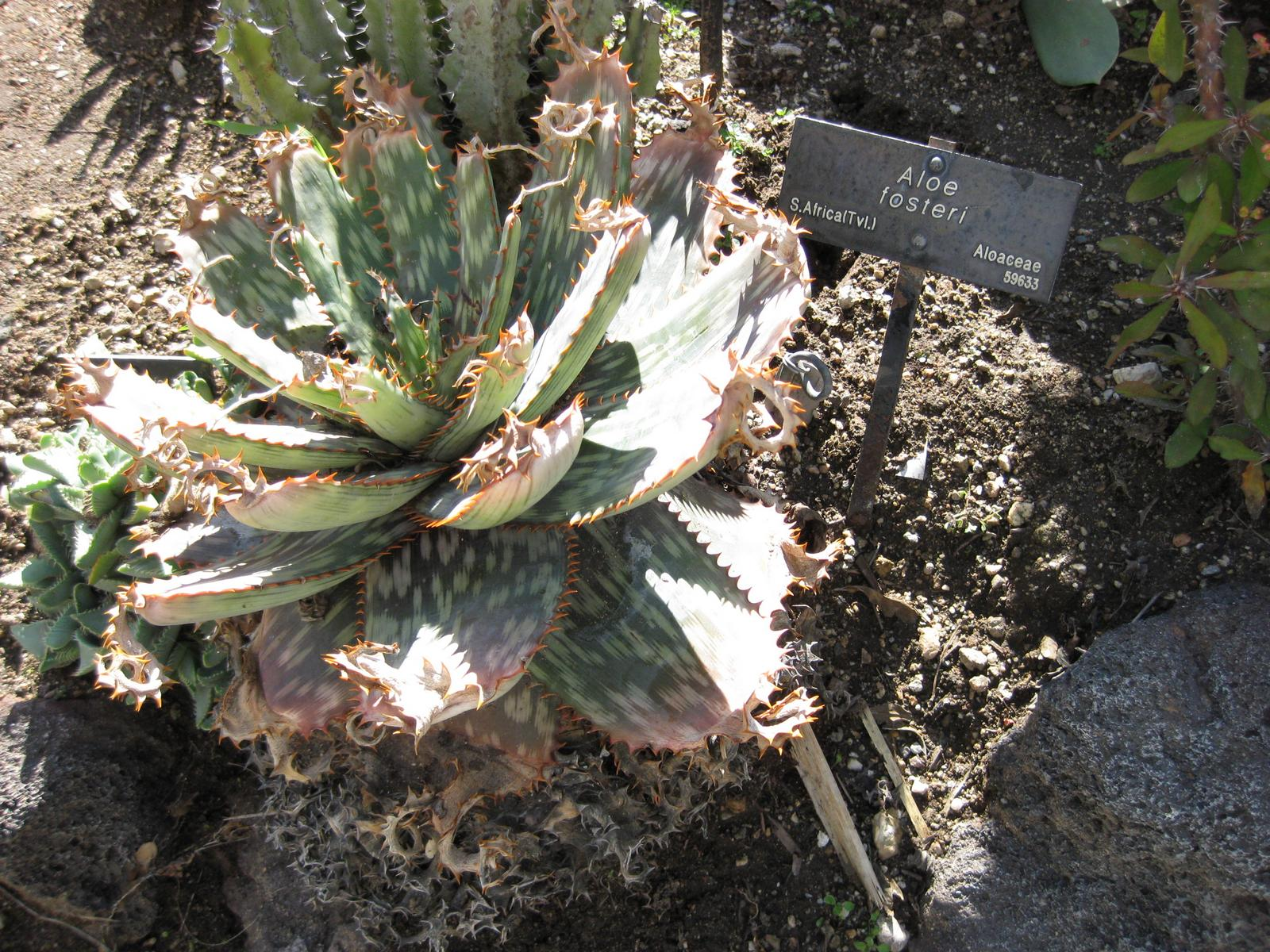